# Polscy medaliści zimowych igrzysk wojskowych
Polscy medaliści zimowych igrzysk wojskowych – zestawienie reprezentujących Polskę żołnierzy (zawodników i zawodniczek), którzy zdobyli przynajmniej jeden medal zimowych igrzysk wojskowych.
Reprezentacja Polski startuje w zimowych igrzyskach wojskowych od początku ich rozgrywania, czyli od 2010 roku. Pierwszy medal dla Polski (i do tego złoty) zdobyła biathlonistka Krystyna Pałka, która zajęła pierwsze miejsce w konkursie sprintu indywidualnego na dystansie 7,5 km w 2010 roku. Drużyna zdobyła dwa medale; złoty w drużynowym biegu sprinterskim oraz brązowy w patrolu wojskowym na dystansie 15 km. Polki biegły w składzie; Krystyna Pałka, Magdalena Gwizdoń, Paulina Bobak, i Karolina Pitoń. W latach 2013–2017 Polacy nie zdobyli żadnego medalu na zimowych igrzyskach wojskowych. 

## Medaliści chronologicznie
Reprezentanci Polski zdobyli łącznie 3 medale na zimowych igrzyskach wojskowych. Biathlonistki Polski zdobyły dwa medale złote w ciągu jednego dnia w jednej dyscyplinie sportu w sprincie kobiet na 7,5 km, indywidualnie i drużynowo. Bieg odbył się w dniu 22 marca 2010 w miejscowości Brusson położonej w regionie Dolina Aosty. W poniższej tabeli przedstawiono wszystkich polskich medalistów zimowych igrzysk olimpijskich w kolejności chronologicznej.
| Lp. | Rok i miejsce      | Medal   | Medalista / ka                                                | Dyscyplina      | Konkurencja               | Źródło |
| --- | ------------------ | ------- | ------------------------------------------------------------- | --------------- | ------------------------- | ------ |
| 1.  | 2010, Dolina Aosty | złoty   | Krystyna Pałka                                                | Biathlon        | sprint 7,5 km             | [ 1 ]  |
| 2.  | 2010, Dolina Aosty | złoty   | Krystyna Pałka Paulina Bobak Magdalena Gwizdoń Karolina Pitoń | Biathlon        | sprint 7,5 km (drużynowo) | [ 1 ]  |
| 3.  | 2010, Dolina Aosty | brązowy | Krystyna Pałka Paulina Bobak Magdalena Gwizdoń Karolina Pitoń | Patrol wojskowy | patrol drużynowy 15 km    | [ 2 ]  |

## Klasyfikacja medalistów
Medale zimowych igrzysk wojskowych zdobywało łącznie 4 polskich zawodników, z czego troje dokonało tego wyłącznie w startach drużynowych. Najwięcej medali zdobyła Krystyna Pałka – dwa złote i jeden brązowy. 
Poniższa tabela jest klasyfikacją polskich medalistów zimowych igrzysk. Wzięte zostały pod uwagę wszystkie zdobyte medale – w konkurencjach indywidualnych i drużynowych. Przy ustalaniu kolejności najpierw uwzględniono liczbę złotych medali, później srebrnych, a na końcu brązowych. W przypadku, gdy dwoje zawodników uzyskało taką samą liczbę medali, najpierw wzięto pod uwagę rok zdobycia pierwszego medalu, a następnie porządek alfabetyczny.
| Miejsce | Medalista         | Lata | Dyscyplina                | Złoto | Srebro | Brąz | Razem |
| ------- | ----------------- | ---- | ------------------------- | ----- | ------ | ---- | ----- |
| 1.      | Krystyna Pałka    | 2010 | Biathlon, patrol wojskowy | 2     | 0      | 1    | 3     |
| 2.      | Paulina Bobak     | 2010 | Biathlon, patrol wojskowy | 1     | 0      | 1    | 2     |
| 3.      | Magdalena Gwizdoń | 2010 | Biathlon, patrol wojskowy | 1     | 0      | 1    | 2     |
| 4.      | Karolina Pitoń    | 2010 | Biathlon, patrol wojskowy | 1     | 0      | 1    | 2     |

## Podział medali wg dyscyplin
| 1 | Biathlon        | 2 | 2 | 0 | 0 | 0 | 0 | 0 | 2 | 0 | 0 |
| 2 | Patrol wojskowy | 1 | 0 | 0 | 1 | 0 | 0 | 0 | 0 | 0 | 1 |
|   | Ogółem          | 3 | 2 | 0 | 1 | 0 | 0 | 0 | 2 | 0 | 1 |

## Liczba medali według lat
Polscy sportowcy zdobywali medale na zimowych igrzyskach tylko w Dolina Aosty.  W tabeli przedstawiono liczbę medali zdobytych przez polskich reprezentantów na kolejnych zimowych igrzyskach wojskowych.
| Rok i miejsce      | Złoto | Srebro | Brąz | Razem | Miejsce w klasyfikacji |
| ------------------ | ----- | ------ | ---- | ----- | ---------------------- |
| 2010, Dolina Aosty | 2     | 0      | 1    | 3     | 7                      |
| Ogółem             | 2     | 0      | 1    | 3     |                        |